# 大川栄子
大川 栄子（おおかわ えいこ、1947年12月1日 - ）は、日本の女優。福岡県北九州市出身。山梨県甲州市観光大使を務めている。アネモイエンタテインメント所属（メンバー）。夫は河原崎建三。

## 来歴・人物
小学3年生の時に北九州から上京。小学5年生の時に母親から、将来のために何か身につくことを勧められて東映児童演劇研修所に第1期生として入所。1962年8月12日公開の美空ひばり主演映画『ひばりの母恋いギター』（東映）でデビュー。その後、グラビアモデルとしても活動。高校生時代は水泳の選手でもあった。1965年秋、当時の東映社長・大川博の姓をもらって芸名を大川栄子とする。成城大学芸術学部卒業。文芸美学専攻で、卒業論文のテーマは「童話論」。大学在学中から、『キイハンター』にて記憶の天才・谷口ユミとしてコミカルな美女役で出演し、人気を得る。他にはハードボイルド・刑事ドラマに多く出演した。
夫と初めて出会ったきっかけは『東海道姉ちゃん仁義』（第3話）での共演（河原崎から大川を食事に誘って交際が始まった）。
結婚後は夫が生まれ育った吉祥寺に長らく住んでいたが、現在は都内と山梨県甲州市と行ったり来たりのスローライフを楽しんでいる。
義兄・河原崎長一郎の妻・伊藤榮子とは本名（河原崎 榮子）および読み（かわらさき えいこ）が全く同じである。

## 主な出演

### 映画
- 恐喝 （1963年、東映）
- 十一人の侍 （1967年、東映）
- 柳ケ瀬ブルース （1967年、東映）

### テレビドラマ
- 信託水曜劇場「鶴っ子」（1965年10月20日 - 11月10日、フジテレビ）[3][4]
- 今井正アワー「下町の青春」（1966年、NET）
- 戦国太平記 真田幸村（1966年、TBS）
- 素浪人 月影兵庫（NET）
  - 第1シリーズ 第20話「くるみを鳴らしていた」（1966年3月1日） - お秀
  - 第2シリーズ 第28話「礫柱が待っていた」（1967年7月15日） - おみよ
  - 第2シリーズ 第40話「おヘソが苦労の種だった」（1967年10月7日） - 青江の娘
- 銭形平次 （1966年、フジテレビ）
- 特別機動捜査隊（NET、東映）
  - 第162話「孤独な純愛」（1964年12月2日）
  - 第270話「太陽が昇る時」（1966年12月28日）
- 俺は用心棒 第15話「だんだら染」（1967年7月3日、NET）
- 風 第11話「裏切りの谷」（1967年12月13日、TBS）
- 待っていた用心棒 第2話「町の中の野火」（1968年2月5日、NET）
- 大奥 （1968年、フジテレビ）
- 平四郎危機一発 （1967年、TBS） - 平四郎の恋人・リサ
- キイハンター （1968年 - 1973年、TBS / 東映） - 谷口ユミ
- 新選組 （1973年、フジテレビ）
- 刑事くん 第2部 第28話「明日を信じて」（1973年、TBS）
- アイフル大作戦 （1973年、TBS / 東映） - 藤代りさ
  - 第26話「東京-ホノルル　ビキニの女王大作戦」
  - 第27話「ブルーハワイ!愛と死の接吻」
- 非情のライセンス（NET / 東映）
  - 第1シリーズ 第40話「兇悪の望郷」（1974年） - 松井洋子 / 秋子（二役）
  - 第2シリーズ（1974年 - 1977年） - 栄子
- おんな家族（1974年、TBS）- 二宮雅子
- 夜明けの刑事 第6話（1974年、TBS）- 立川奈美
- ぶらり信兵衛 道場破り 第29話 （1974年、フジテレビ）
- 八州犯科帳 第5話「悪魔を見た女」（1974年、CX / C.A.L） - お玉
- 新選組始末記（1977年、TBS） - 明里
- 走れ!ケー100 （1973年-1974年、TBS）- 岡本節子
- アイアンキング（1972年、TBS / 宣弘社）
- バーディ大作戦 第29話「浮気の計算書」（1974年、TBS / 東映） - 高野久美
- プレイガール 第277話「高校生売春殺人事件」（1974年、東京12チャンネル / 東映） - 古谷礼子
- 新幹線公安官 第2シリーズ 第1話「それは車中で始まった」（1978年、テレビ朝日 / 東映） - 森川光子
- 森村誠一シリーズII 野性の証明 （1979年、毎日放送）
- 若葉学習塾（1982年、CX）
- ママ、聞いてよ！（1984年、KTV）
- 花王愛の劇場「母さん、家においでよ」（1986年、TBS）
- 不思議少女ナイルなトトメス 第34話「ワルサの誓い」（1991年、フジテレビ / 東映）
- 阪急ドラマシリーズ「めざせ!金メダル・山口香物語」 （1992年、関西テレビ）
- はぐれ刑事純情派 第6シリーズ 第19話「女詐欺師を狙った男」（1993年、テレビ朝日 / 東映） - 三谷朝子
- フラワープリンセス（1992年、CX）
- 金曜時代劇「十時半睡事件帖」（1994年、NHK）
- 水戸黄門 第27部（1999年4月26日、TBS）-おしげ
- パーフェクトラブ! 最終話（1999年9月20日、フジテレビ） - 楠カズ江
- NHK朝の連続テレビ小説 さくら （2002年）
- 24時間テレビドラマ「ふたり　私たちが選んだ道」（2003年8月23日、日本テレビ） - 鎌形久仁子
- anego[アネゴ] 第7話（2005年6月1日、日本テレビ） - 鈴木里子
- 神はサイコロを振らない（2006年1月 - 3月、日本テレビ） - 神蔵英子
- 新・京都迷宮案内5 （2008年、テレビ朝日）
- 黄金の豚-会計検査庁 特別調査課- 第4話（2010年11月10日、日本テレビ） - 角松ふな子
- 警視庁強行犯係・樋口顕5（2019年9月2日、テレビ東京） - 丸山明子

### その他のテレビ番組
- お笑い頭の体操 （TBS）
- 文學ト云フ事 （フジテレビ、1994年）
- クイズ面白ゼミナール （NHK総合）
- レディス4 （テレビ東京） - 夫婦で出演
- 土曜スペシャル （テレビ東京） - 夫婦で出演
- 徹子の部屋 （テレビ朝日、2016年10月5日） - 夫婦で出演
- クイズ!脳ベルSHOW（BSフジ、2018年2月）

### CM
- ハイクミンC（大同薬品工業）
- 日本生命
- バファリン
- アクロン (洗剤)
- ドコモ携帯 FOMA
- SEGA ドリームキャスト（湯川英一と一緒に出演）
- ブックオフ
- ミサワホーム（2016年 夫婦共演）

### 著作
- 女優の教えるスターへの道 NextPublishing, 2019年7月（電子出版）